# Бокс (фільм)
«Бокс» (нім. Ringkämpfer) — німий короткометражний фільм Макса Складановського. Прем'єра відбулася в Німеччині 1 листопада 1895 року, а 5 листопада 2009 року фільм показали в рамках Португальського кінофестивалю.

## Сюжет
Грейнер і Юджин Сендоу демонструють свої трюки.